# Doratura marandica
Doratura marandica är en insektsart som beskrevs av Dlabola 1981. Doratura marandica ingår i släktet Doratura och familjen dvärgstritar. Inga underarter finns listade i Catalogue of Life.